# Михаил Мишев
Михаил Мишев е бивш футболист, нападател на Септември, Спартак (София), Славия и Спартак (Плевен). Носител на купата на страната през 1963, 1964 и 1966 г. Вицешампион през 1967 и бронзов медалист през 1964, 1965 и 1966 г. Полуфиналист за КНК през 1967 г. Сравнително нисък, но много добър реализатор. За Славия е отбелязал 51 гола в "A" група и 4 гола за КНК. Играе за „белите“ до 1967 г.
Михаил Мишев умира на 25 септември 2024 година в София.